# Khin Nyunt
Khin Nyunt (ur. 11 października 1939 w Kyauktan, Rangun) – polityk Mjanmy (Birmy), generał.

## Życiorys
Nazywany numerem 3 birmańskiej junty. Był członkiem władz wojskowych, sprawujących władzę w Mjanmie, brał m.in. udział w krwawym tłumieniu demokratycznych protestów w 1988. Kierował też wywiadem wojskowym. W sierpniu 2003 został powołany na stanowisko premiera. 
Rok później, w październiku 2004, został zdymisjonowany. Po jego odejściu rozwiązano również cały pion wywiadu wojskowego. Później oskarżono go o korupcję i skazano na 44 lata więzienia w zawieszeniu. Ze względu na zły stan zdrowia i podeszły wiek osadzono go w areszcie domowym. Przed sądem stanęli też synowie generała – skazano ich na 51 i 68 lat więzienia.
Nieoficjalnie oskarżenie to tłumaczone jest jako efekt porażki w walce o władzę z generałem Than Shwe.
Khin Nyunt był uznawany za najbardziej otwartego z birmańskich generałów – miał opowiadać się za złagodzeniem reżimu wojskowego (a nawet stopniowym osłabianiem jego roli), dialogiem z opozycją i bardziej liberalnym traktowaniem przywódczyni opozycji, Aung San Suu Kyi. 